# Australian Mist
Die Australian Mist, früher auch als Spotted Mist bezeichnet sowie unter der deutschen Bezeichnung Australische Schleierkatze bekannt, ist eine in Australien erzüchtete kurzhaarige Katzenrasse.

## Beschreibung
Die Rasse wurde 1976 von Truda Straede in Australien erzüchtet. Sie entstand aus der Kreuzung von Burmesen mit Abessiniern und Hauskatzen, um eine kurzhaarige Katze mit gepunktetem Fell zu erhalten. Als 1998 Katzen mit der Zeichnung marbled (gestromt, marmoriert) in der Rasse anerkannt wurden, wurde der Name von 'Spotted Mist' auf 'Australian Mist' geändert.
Die Australian Mist ist eine mittelgroße Kurzhaarkatze mit einem runden Kopf und großen, ausdrucksvollen Augen. Die Fellfarbe hat drei Ebenen: Die Grundfarbe ist heller als die Zeichnung. Die Zeichnung ist zart, dunkler als die Grundfarbe aber deutlich sichtbar. Die Zeichnung erscheint unter einem Schleier aus gleichmäßigem Ticking.
Die Australian Mist gibt es in sieben Farben: Brown (Schwarz), Blue, Chocolate, Lilac, Gold (Cinnamon), Peach (Fawn) und Caramel (hier werden offensichtlich alle Farben mit Dilution-Modifier zusammengefasst).
Da die Australian Mist eine vergleichsweise junge Rasse ist, gibt es die meisten Züchter in Australien und Neuseeland. Es werden jedoch weltweit immer mehr. Bei der WCF hat sie den Champion-Status erreicht. 2006 hat die Australian Mist ihr 20-jähriges Jubiläum als Rasse mit Champion-Status erreicht.